# روجيه أغيلار سالازار
روجيه أغيلار سالازار (بالإسبانية: Roger Aguilar Salazar)‏‏ (12 سبتمبر 1938 - 5 سبتمبر 2018) هو سياسي مكسيكي، وهو نائب مُنتخب في مجلس النواب المكسيكي.